# Estadio Bicentenario Municipal Nelson Oyarzún
El Estadio Bicentenario Municipal Nelson Oyarzún es un recinto deportivo ubicado en el Barrio Schleyer de la ciudad de Chillán, Chile. Su equipo titular es Ñublense de la Primera división de Chile. 
Es el principal estadio de la Región de Ñuble, tras ser remodelado en 2008 para ser sede de la Copa Mundial Femenina de Fútbol Sub-20 de 2008, pese a que sus inicios se remontan a mediados de los años 1930.

## Historia
Después de la crisis económica de 1929, el presidente Arturo Alessandri Palma realiza un importante avance en las obras públicas de Chile. Gracias a dichos esfuerzos, en 1935 se inauguró finalmente por primera vez, el estadio de Chillán, en un sector denominado el Arenal de las tierras de Juan Schleyer, cuales iban a ser parte del Parque Schleyer. El evento de inauguración fue parte de las "Fiestas Centenarias de Chillán", una serie de ceremonias en conmemoración a los cien años del Terremoto de Concepción de 1835, cual obligó a los habitantes de la ciudad a trasladar la urbe, a su actual emplazamiento.
En 1939, ocurre el Terremoto de Chillán y el estadio se convierte en un área de atención a los heridos. Como medida gubernamental, en las cercanías del estadio son construidos unos pabellones de emergencia, como vivienda transitoria, aunque muchos perduran hasta la actualidad. Las condiciones precarias en que había quedado la ciudad, habían hecho plantear al gobierno de eliminar el estadio para destinarlo a viviendas, sin embargo, la presión de los deportistas locales fue oportuno para mantener el recinto deportivo.

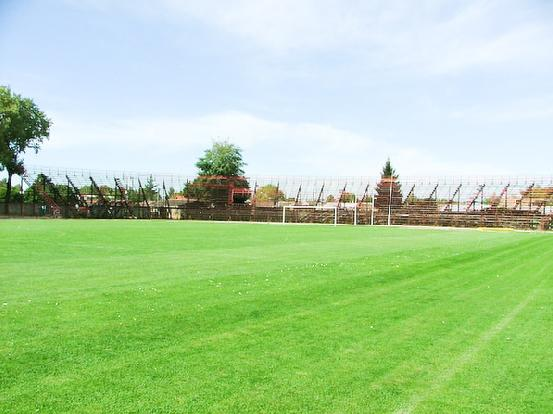
Aspecto del antiguo estadio

Tras el Terremoto de Concepción de 1960, es usado para jugar partidos amistosos, con el fin de ayudar a los damnificados. Ante el ascenso de Club Deportivo Ñublense a Segunda División de Chile en 1961, fue necesario remodelar el estadio, dado que su cancha era de arena, así que ese mismo año, fue empastado y re-inaugurado como Estadio Municipal de Chillán y durante la década se avanza con los trabajos para arreglar la iluminación, tribunas de cemento y el entorno del estadio.
En 1978, se le otorgaría al estadio el nombre de Nelson Oyarzún, uno de los directores técnicos más reconocidos que ha tenido Ñublense en su historia. Aquel entrenador falleció el 10 de septiembre de 1978, en el Hospital Clínico Herminda Martin, a causa de un cáncer, sin antes enviar su charla técnica desde el recinto hospitalario dando ánimos a sus jugadores a ganar a Colo-Colo, objetivo que finalmente se cumple.

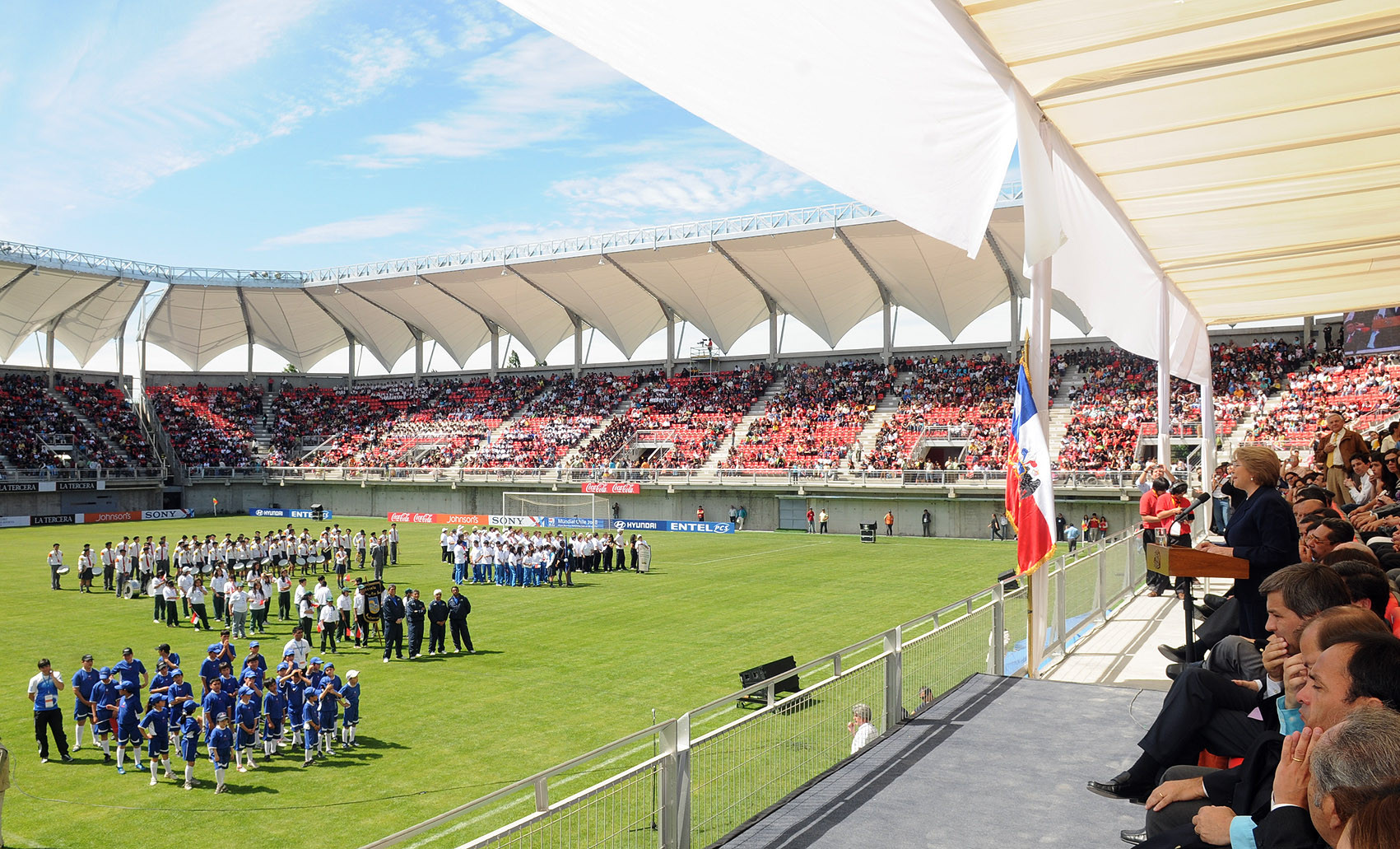
Reinauguración del estadio en 2008

El recinto fue designado como sede para la Copa Mundial Femenina de Fútbol Sub-20 de 2008 realizado en Chile. Para el evento, se realizó la demolición y construcción de un estadio totalmente nuevo, cambiando incluso la orientación de la cancha, de norte a sur, de manera de cumplir con los estándares de la FIFA para competiciones internacionales. El nuevo estadio tuvo una inversión de 11.016.725.458 pesos chilenos. La obra se inauguró el 2 de noviembre del 2008 con la presencia de la presidenta Michelle Bachelet.
El 27 de febrero de 2010 el recinto sufrió graves daños a raíz del gran terremoto que afectó a la zona centro sur del país. Entre los destrozos se cuenta la caída de casi la totalidad del techo que cubre la tribuna "Pacífico". Además se encontraron graves fisuras en el edificio central y algunas casetas de transmisión dañadas. Para 2012, luego del anuncio de la designación de Chile como sede de la Copa América 2015, Chillán presentó el estadio para ser subsede de este evento, pero esto fue descartado por la ANFP, sin embargo, en conjunto con la FIFA, confirmó al estadio como subsede de la Copa Mundial de Fútbol Sub-17 de 2015. Al ser anunciada esta noticia se estudia la ampliación del estadio a 20.000 espectadores.
Durante el cordón sanitario dispuesto en la ciudad debido a la crisis sanitaria provocada por el brote de la pandemia de enfermedad por coronavirus, el Comando de Salud del Ejército de Chile (Cosale), instaló un hospital de campaña en las dependencias del recinto para atender los casos de baja complejidad.

## Arquitectura

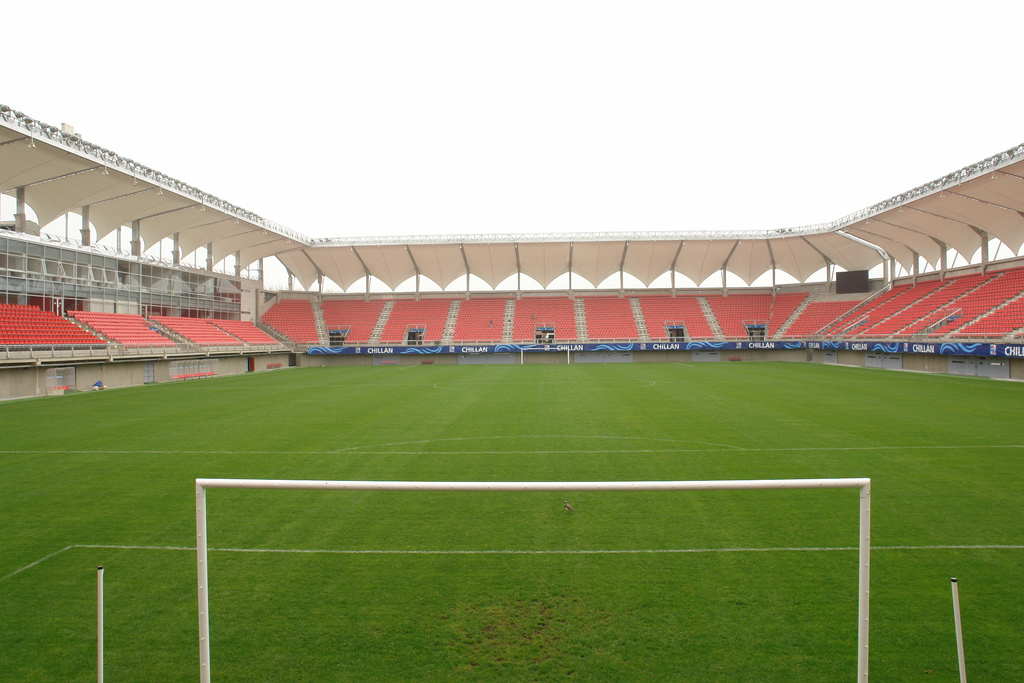
Vista a la cancha del estadio, desde el sector de Galería Sur

La arquitectura del estadio fue ideada por Ricardo Judson Bilbao, Roberto Olivos Marchant, Javier Ávila Burrows, e Isabel Perelló Roses, reunidos en la firma Judson & Olivos Arquitectos, bajo el mandato de la Municipalidad de Chillán. La construcción estuvo a cargo de la empresa BCF S.A., en un terreno de 36.347 metros cuadrados. La obra fue parte de la remodelación de estadios para la Copa Mundial Femenina de Fútbol Sub-20 de 2008, entre los cuales también se encontraba el Estadio Bicentenario de La Florida.  Para ello, el recinto deportivo debía cumplir con estándares de la FIFA, lo que significó la demolición del antiguo estadio, el cambio de la orientación de la cancha, la extracción de árboles circundantes y la remoción de las antiguas torres de iluminación.

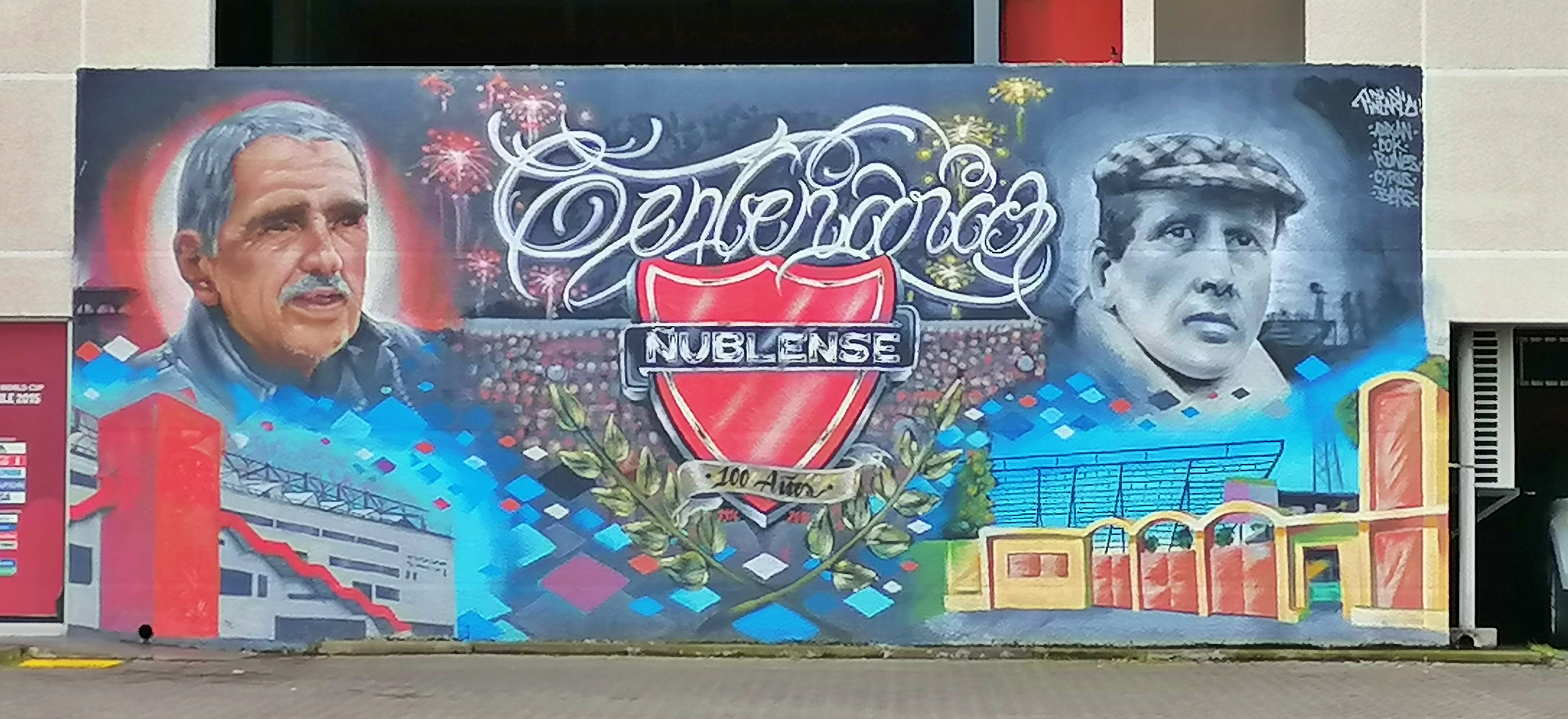
Mural Centenario de Ñublense, hecho por la agrupación Culturizarte, ubicado en el acceso poniente del estadio

La construcción del estadio se basó en el montaje de estructuras de hormigón prefabricado.En el exterior, la fachada se proyecta de manera plana, con el objetivo de proyectar los eventos que ocurren al interior del recinto, como también, las manifestaciones culturales e incluso publicidad. Predomina el color rojo en las tribunas, pasillos, pisos, escaleras y ascensores, justificándose en el color representativo del club deportivo anfitrión. Inicialmente, existió la idea de conectar los terrenos del estadio con los terrenos de la antigua Medialuna de Chillán, a través de una plaza pública y un parrón de cubierta; sin embargo, la idea fue desechada por razones de presupuesto.

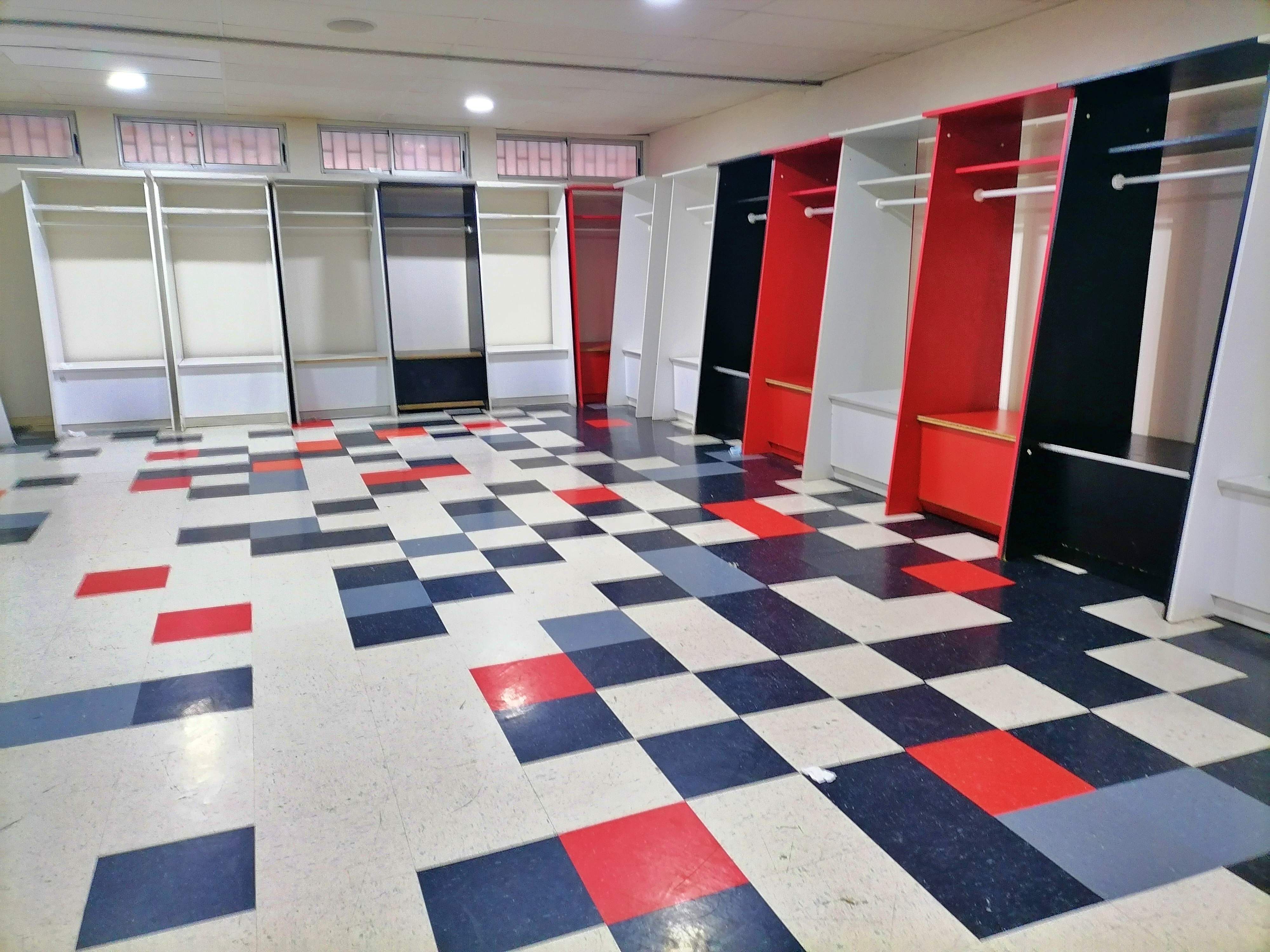
Camarines al interior del estadio

El primer nivel se encuentra libre de gradas, lo que permite una circulación y una pronta evacuación en caso de emergencias.En el sector poniente se halla la edificación principal, que alberga los camarines del estadio, la sala de prensa, las cabinas y el sector VIP.A partir del segundo piso se encuentran los asientos, y tras estos, los pasillos de acceso y baños públicos. En las esquinas nororiente y surponiente del estadio se alzan pantallas utilizadas como marcadores de los partidos. La parte superior, está techada con membranas de PVC y una estructura perimetral que refuerza esta cobertura y también sirve de soporte para la iluminación del recinto.

## Partidos internacionales
| Fecha      | Local     | Resultado | Visitante | Competición                           |
| ---------- | --------- | --------- | --------- | ------------------------------------- |
| 18-10-2015 | Australia | 1-4       | Alemania  | Copa Mundial de Fútbol Sub-17 de 2015 |
| 18-10-2015 | México    | 2-0       | Argentina | Copa Mundial de Fútbol Sub-17 de 2015 |
| 21-10-2015 | Australia | 0-0       | México    | Copa Mundial de Fútbol Sub-17 de 2015 |
| 21-10-2015 | Argentina | 0-4       | Alemania  | Copa Mundial de Fútbol Sub-17 de 2015 |
| 24-10-2015 | Argentina | 1-2       | Australia | Copa Mundial de Fútbol Sub-17 de 2015 |
| 24-10-2015 | Malí      | 3-0       | Honduras  | Copa Mundial de Fútbol Sub-17 de 2015 |
| 28-10-2015 | México    | 4-1       | Chile     | Copa Mundial de Fútbol Sub-17 de 2015 |
| 01-11-2015 | Croacia   | 0-1       | Malí      | Copa Mundial de Fútbol Sub-17 de 2015 |

## Eventos musicales

### Conciertos
| Año  | Fecha           | Artista              | Evento                   |
| ---- | --------------- | -------------------- | ------------------------ |
| 1987 | 22 de febrero   | Soda Stereo          | Gira Signos              |
| 2000 | 4 de noviembre  | Joe Vasconcellos     | [ 12 ]                   |
| 2001 | 22 de junio     | Chancho en Piedra    | Séptimo Aniversario Tour |
| 2006 | 22 de marzo     | Sexual Democracia    | [ 12 ]                   |
| 2006 | 22 de marzo     | Chancho en Piedra    | Desde El Batiscafo Tour  |
| 2012 | 3 de febrero    | Bordemar             | [ 12 ]                   |
| 2012 | 7 de septiembre | Los Bunkers          | [ 14 ]                   |
| 2012 | 10 de noviembre | Gepe                 | Gira GP                  |
| 2012 | 8 de diciembre  | Francisca Valenzuela | [ 12 ] [ 15 ]            |
| 2013 | 13 de julio     | Cianuro              | Demo Tour                |
| 2014 | 14 de diciembre | Los Tetas            | [ 12 ]                   |
| 2016 | 9 de abril      | Attaque 77           | [ 12 ] [ 16 ]            |